# Die brennenden Augen von Schloss Bartimore
Die brennenden Augen von Schloss Bartimore (Originaltitel: The Gorgon) ist ein britischer Horrorfilm von Terence Fisher, der von Hammer Film Productions produziert wurde. Im Gegensatz zu anderen Hammer-Filmen, die meist Neuverfilmungen von Horrorklassikern waren, bedient er sich der Griechischen Mythologie. Die Hauptrollen übernahmen Christopher Lee, Peter Cushing, Barbara Shelley und Richard Pasco.

## Handlung
Der Film spielt in Vandorf, einem Dorf in Deutschland. Der Künstler Bruno Heitz erfährt eines Abends, dass seine Verlobte Sascha ein Kind erwartet. Daraufhin will er es sofort Saschas Vater erzählen. Sascha will ihn aufhalten, da ihr Vater ihn umbringen wird, wenn er es erfährt. Sascha läuft Bruno hinterher. Sie verläuft sich im Wald und kommt in die Nähe der verlassenen Burg Schloss Bartimore, wo sie von einer für den Zuschauer nicht sichtbaren Person getötet wird.
Inspector Kanof findet die Leiche und bringt sie zu dem Rechtsmediziner Dr. Namaroff. Seine Assistentin Carla Hoffmann stellt mit Entsetzen fest, dass die Leiche versteinert wurde. Auch Dr. Namaroff sieht das, er reagiert jedoch überraschenderweise sehr gelassen.
Bruno hat sich im Wald erhängt. Bei einem Prozess, zu dem Brunos Vater, Professor Jules Heitz, angereist ist, soll geklärt werden, ob Bruno seine Verlobte ermordet hat. Bruno wird vor Gericht als Vagabund und Frauenheld bezeichnet. Mehrere Zeugen werden aufgerufen, darunter ist auch Dr. Namaroff. Namaroff berichtet von Spuren eines Kampfes, die er an der Leiche festgestellt habe, er verschweigt jedoch, dass die Leiche versteinert wurde. Professor Heitz erkennt, dass der Richter und die Polizei korrupt sind und den Fall nur so schnell wie möglich plausibel erklären wollen, ohne Beweise zu haben, und schwört den Ruf seines toten Sohnes wiederherzustellen. Der Richter erklärt Bruno für schuldig.
Nach dem Prozess spricht Carla Dr. Namaroff darauf an, dass er verschwiegen habe, dass die Leiche versteinert wurde, und dass bereits seit fünf Jahren insgesamt sieben Menschen versteinert aufgefunden wurden und eine Gorgone dafür verantwortlich sein soll. Namaroff sagt, dass es keinen Beweis dafür gebe, dass Bruno es nicht war, und dass er nicht an Gorgonen glaube.
Die Dorfbewohner stürmen das Haus von Professor Heitz und wollen ihn aus dem Dorf jagen. Professor Heitz ruft Inspector Kanof, aber auch der macht ihm klar, dass er aus dem Dorf verschwinden soll. In der Nacht hört Professor Heitz plötzlich einen unheimlichen Gesang. Er geht nach draußen, um festzustellen, woher der Gesang kommt. Er geht durch den Wald und kommt schließlich zu Schloss Bartimore, wo auch der Gesang herkommt. Er geht ins Schloss, wo er auf die Gorgone trifft. Da er ihr in die Augen sieht, verwandelt er sich langsam zu Stein. Er schafft es jedoch noch, zurück in sein Haus zu gelangen. Sein Butler findet ihn und sieht, dass Heitz schon fast vollständig zu Stein erstarrt ist. Heitz sagt zu ihm, dass er einen Brief an seinen zweiten Sohn Paul Heitz schreiben wird, der auch bald in Vandorf eintreffen wird, und dass er den Brief an diesen übergeben solle. Unter starken Schmerzen schreibt er den Brief, bevor er schließlich stirbt.
Als Paul in Vandorf angekommen ist, liest er den Brief seines Vaters. Darin steht etwas über die Morde, bei denen die Opfer zu Stein verwandelt wurden, und dass der Mörder eine der drei Gorgonenschwestern aus der griechischen Mythologie sei. Er geht zu Dr. Namaroff, der jedoch die Wahrheit der Dinge, die in dem Brief stehen, bestreitet. Paul aber glaubt an die letzten Worte seines Vaters. Er zieht in dasselbe Haus und forscht für seinen Vater weiter. Dabei lernt er auch Carla kennen, die ihm davon erzählt, dass Inspector Kanof und der Rest des Dorfes von den Morden der Gorgone wisse, sie alle aber wollen die Sache vertuschen, da es ihr Untergang wäre, wenn sie daran glauben würden. Carla erzählt später Dr. Namaroff von ihrem Gespräch mit Paul.
Paul geht in der Nacht zu Schloss Bartimore. Es fängt plötzlich an zu regnen, wodurch sich ein Becken mit Wasser füllt. Im Wasser sieht Paul die Gorgone. Er rennt nach Hause. Da er nur das Spiegelbild gesehen hat, verwandelt er sich nicht zu Stein, sondern fällt nur in ein fünftägiges Koma. Als er wieder aufwacht, befindet er sich bei Dr. Namaroff, welcher ihn gesundgepflegt hat. Namaroff sagt ihm, dass er noch weitere drei Tage im Bett verbringen müsse.
Nachdem Paul genesen ist, gräbt er nachts heimlich die Leiche seines Vaters aus. Er ist entsetzt, als er sieht, dass die Leiche versteinert wurde. Er ist nun aber auch davon überzeugt, dass sein Vater Recht hatte. Carla, die ihn dabei beobachtet hat, kommt zu ihm. Die beiden haben sich inzwischen ineinander verliebt. Carla aber sagt, dass sie nicht mit Paul zusammen sein kann, da auch Dr. Namaroff sie liebt. Als sie später wieder bei Dr. Namaroff ist, fragt er sie, wo sie gewesen sei. Sie sagt ihm, dass sie allein einen Spaziergang gemacht habe.
Paul heuert Professor Karl Meister an, einen Freund von ihm, um den Fall zu klären. Professor Meister kennt sich mit der griechischen Mythologie aus. Er erklärt Paul, dass er bei seinen Nachforschungen herausgefunden habe, dass Carla vor fünf Jahren unter Amnesie litt, als auch die Morde begannen. Dr. Namaroff behandelte sie und erklärte sie ein Jahr später für geheilt. Professor Meister hat die Theorie, dass der Geist der Gorgone vor fünf Jahren in Carlas Körper gefahren sei und immer bei Vollmond Besitz von ihr ergreift und Menschen versteinert.
Paul will das nicht wahrhaben. Er beschließt mit Carla nach Leipzig durchzubrennen. Er hat mit ihr vereinbart, dass sie mit dem Zug nach Leipzig fährt, wo sie ungefähr um 17:00 Uhr ankommen wird. Professor Meister sagt Paul, dass er um 17:30 Uhr im Hotel in Zürich anrufen solle, um zu beweisen, dass Carla dort nicht angekommen ist. Meister glaubt, dass Carla diese Nacht wieder von der Gorgone besessen wurde. Als Paul anruft, ist Carla wirklich nicht in Leipzig angekommen. Er beschließt zum Schloss Bartimore zu gehen und dort auf Carla zu warten. Inspector Kanof kommt inzwischen mit einem Haftbefehl für Paul zu Professor Meister. Dieser weigert sich zu sagen, wo sich Paul befindet und flieht ebenfalls zum Schloss. Als Paul am Schloss angekommen ist, wartet dort bereits Dr. Namaroff auf Carla. Er geht mit einem Schwert auf Paul los, aber dieser wehrt sich mit einem Kerzenständer. Nach einem spannenden Kampf taucht die Gorgone auf. Sie versteinert erst Dr. Namaroff. Professor Meister köpft die Gorgone, kann jedoch nicht verhindern, dass auch Paul versteinert wird. Paul sieht, wie sich der Kopf der Gorgone wieder in den von Carla verwandelt. Professor Meister sagt zu Paul, dass Carla nun frei sei. Paul stirbt schließlich.

## Kritik
„Schaurig schöner Brit-Grusel aus den legendären Hammer Studios.“

„Mittelmäßiger Horrorfilm, der sich zumindest um atmosphärische Dichte bemüht.“

## Wissenswertes
Die drei Gorgonenschwestern in der griechischen Legende heißen Stheno, Euryale, und Medusa. In der englischen Originalversion des Films heißen sie jedoch Tisiphone, Megara, und Medusa, wodurch die Gorgonen mit den Erinnyen vermischt werden, die Alekto, Megaira und Tisiphone heißen. In der deutschen Fassung tragen die Gorgonen die korrekten Namen.

## Kinostart
In Großbritannien startete Die brennenden Augen von Schloss Bartimore am 21. August 1964 in den Kinos. Der Verleih Columbia-Bavaria brachte ihn in Deutschland ins Kino. Der 21. August 1964 war auch der offizielle deutsche Kinostart des Films.

## Veröffentlichungen
Das Label Columbia TriStar veröffentlichte den Film erstmals in Deutschland auf VHS. Am 15. Januar 2009 wurde er von Sony Pictures in einer restaurierten Fassung erstmals in Deutschland auf DVD veröffentlicht.